# Жозефина де Боарне
Мари Жозеф Роз де ла Пагери или Жозефина де Боарне (фр. Marie Josèphe Rose Tascher de La Pagerie или Joséphine de Beauharnais; 23. јун 1763, Лес Тројс-Илес, Мартиник – 29. мај 1814, Париз, Француска) била је француска царица, краљица Италије и прва супруга француског цара Наполеона I.
Имала је двоје деце: Хортензију и Ежена.
Њен унук се звао Наполеон III.

## Биографија
Жозефина је рођена 23. јуна 1763, на карипском острву Мартиник, у угледној породици Ташер, која је поседовала плантажу шећера. Жозефинин отац Јозеф Гаспар Ташер де ла Пагери био је потпоручник француске армије, а њена мајка Росе Клара дес Верџес де Саноа, Францускиња енглеског порекла с мајчине стране. Њихову плантажу уништио је ураган 1776, па се породица нашла у тешким финансијским тешкоћама. Жозефинина тетка Едме де Ташер де ла Пагери, је била љубавница француског аристократе Франсоа де Боарнеа. Када се Франсоа тешко прехладио, Едме је организовала венчање између њеног сина Александреа и Жозефинине старије сестре, Катрин Дезире. Овај брак је за породицу био користан, која је била на рубу пропасти. Међутим 1777, је Катрин умрла, а тиме је Едме, нашла невесту њеног сина Александреа у Жозефини. 1795, је Жозефина упознала шест година млађег Наполеона, генерала из Француске, који ју је јануара 1796, запросио. Брак је склопљен 9. марта, исте године, и тиме је Наполеон присвојио и њену децу. Два дана након венчања Наполеон је отишао из Француске у војску у Италију. Увек су одржавали контакте преко љубавних писама, која су сачувана до данас. Претпоставља се да је Жозефина за време Наполеоновог одсуства варала свога супруга, али то до данас није доказано. Наполеон је током њиховог брака имао љубавнице. Дана 20. марта 1804. у катедрали Нотр Дам, Наполеон је себе и Жозефину прогласио царевима. Њих двоје нису могли имати деце, вероватно због стреса, који је Жозефина претрпела у затвору, у којем је завршила 1794, са њеним супругом Александреом, за време француске револуције. Александре је по Робеспјеровом наређењу био погубљен на гиљотини а она захваљујући њему ослобођена. Жозефина се од Наполеона развела 10. јануара 1810, да би Наполеон са другом могао да добије сина наследника. Он се након тога оженио с Маријом Лујзом. Након развода с Наполеоном Жозефина је живела у властитој палати у Паризу и бавила се хортикултуром. Умрла је 29. маја 1814, у Паризу, у Француској.

## Породица

### Родитељи
| име                         | слика | датум рођења     | датум смрти  |
| --------------------------- | ----- | ---------------- | ------------ |
| Жозеф Таше де ла Пажери     |       | 5. јул 1735.     | 6. јун 1790. |
| Роз Клер де Вержер де Саноа |       | 27. август 1736. | 2. јун 1807. |

### Први брак

#### Супружник
| име                 | слика | датум рођења  | датум смрти   |
| ------------------- | ----- | ------------- | ------------- |
| Александр де Боарне |       | 28. мај 1760. | 23. јул 1794. |

#### Деца
| име                  | слика | датум рођења       | датум смрти       |
| -------------------- | ----- | ------------------ | ----------------- |
| Ежен де Боарне       |       | 3. септембар 1781. | 21. фебруар 1824. |
| Хортензија де Боарне |       | 10. април 1783.    | 5. октобар 1837.  |

### Други брак

#### Супружник
| име        | слика | датум рођења     | датум смрти  |
| ---------- | ----- | ---------------- | ------------ |
| Наполеон I |       | 15. август 1769. | 5. мај 1821. |